# Modesto Panetti

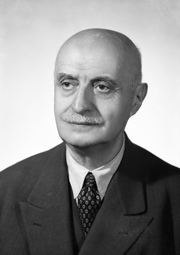
Modesto Panetti

Modesto Michele Secondo Maria Panetti (* 9. Februar 1875 in Acquaviva delle Fonti, Provinz Bari; † 26. März 1957 in Turin) war ein italienischer Ingenieur, Mathematiker, Hochschullehrer und Politiker der Christdemokratischen Partei DC (Democrazia Cristiana), der zwischen 1948 und 1953 Mitglied des Senats (Senato della Repubblica) sowie von 1953 bis 1954 im Kabinett Pella Minister für Post und Telekommunikation war.

## Leben

### Hochschullehrer, Luftfahrtpionier und Mitglied von Akademien
Modesto Panetti, der aus einer piemontesischen Familie stammte, begann nach dem Schulbesuch zunächst ein Studium der Ingenieurwissenschaften am Polytechnikum Turin (Politecnico di Torino), der Technischen Universität Turin, das er 1895 mit einem Laurea in ingegneria beendete. Ein dortiges darauf folgendes Mathematikstudium schloss er 1899 mit einem Laurea matematica ab. Er war Wissenschaftlicher Assistent von Professor Camillo Guidi und übernahm nach einem Auslandsaufenthalt 1902 die Professur am Lehrstuhl für Angewandte Mechanik des Königlichen Höheren Instituts für Schiffstechnik (R. Istituto Superiore d'Ingegneria navale) der Universität Genua. 1910 wechselte er als Professor an das Politecnico di Torino und lehrte an dieser bis zu seiner Emeritierung 1945.
Er war einer der anerkanntesten italienischen Fachleute für angewandte Mechanik, insbesondere auf dem Gebiet der Luft- und Raumfahrttechnik, des 20. Jahrhunderts. Er hielt einen der ersten Luftfahrtkurse in Italien und führte den Unterricht dieser Disziplinen am Turiner Polytechnikum ein, dessen Luftfahrtlabor seinen Namen trägt. Es ist weitgehend seiner Tätigkeit als Organisator, Planer und Schöpfer von Versuchsmitteln und -geräten zu verdanken, dass Italien einen wirksamen Beitrag zur Entwicklung der angewandten Wissenschaften der Luftfahrt und ähnlicher Bereiche geleistet hat, und die Luftfahrtindustrie über qualifizierte Techniker und Ingenieure wie Carlo Ferrari verfügen konnte. In seinen mehr als 100 Veröffentlichungen interessierte er sich auch für fast alle anderen Hauptprobleme der angewandten Mechanik und Bauwissenschaften zu Brücken, Motoren, Pleuel sowie Seilbahnen und brachte unter anderem eine gesunde Balance zwischen den theoretischen, experimentellen und technischen Seiten mit einer charakteristischen Vorliebe für graphische Methoden in Anlehnung an August Ritter, die er perfektioniert hatte, gegenüber den analytisch-numerischen Methoden. Während des Ersten Weltkrieges arbeitete er als Freiwilliger in den staatlichen Arsenalen für die Herstellung von Geschützen für die Erprobung der Artillerie und für die Kontrolle der Verträge des Kriegsministeriums.
Am 24. Januar 1915 wurde Panetti Mitglied der Accademia delle Scienze di Torino, Akademie der Wissenschaften von Turin. In der Zeit von 1920 bis 1922 war er Stadtrat für öffentliche Arbeiten und kommunale Unternehmen in Turin. 1935 verlieh ihm die faschistische Akademie von Italien (Accademia d’Italia) den nach Benito Mussolini benannten Mussolini-Preis (Premio Mussolini) in der Kategorie Wissenschaften. 1936 wurde er ferner Mitglied der Päpstlichen Akademie der Wissenschaften. Am 10. November 1938 wurde er als Nachfolger des Romanisten Vittorio Cian erstmals Präsident der Accademia delle Scienze di Torino und bekleidete dieses Amt bis zu seiner Ablösung durch den Romanisten Ferdinando Neri am 12. November 1941. 1947 wurde er außerdem Mitglied der Accademia Nazionale dei Lincei, eine der ersten privaten Institutionen zur Förderung der Naturwissenschaften in Europa, die heute die nationale Akademie der Wissenschaften Italiens ist. Ferner war er zeitweilig Mitglied des Obersten Rates für öffentlichen Unterricht (Consiglio superiore della pubblica istruzione).

### Senator und Minister
Bei den Wahlen vom 18. April 1948 wurde Modesto Panetti für die Christdemokratische Partei DC (Democrazia Cristiana) in der Region Piemont zum Mitglied des Senats (Senato della Repubblica) gewählt und gehörte diesem bis zum 24. Juni 1953 an. In dieser ersten Legislaturperiode war er zwischen dem 17. Juni 1948 und dem 25. Juli 1951 Mitglied der Ständigen Kommission für Verteidigung (4ª Commissione permanente (Difesa)) sowie vom 14. Februar 1950 bis zum 24. Juni 1953 außerdem Mitglied der Ständigen Kommission für öffentliche Arbeiten, Verkehr, Post und Telekommunikation und Handelsmarine (7ª Commissione permanente (Lavori pubblici, Trasporti, Poste e Tel. e Marina Mercantile)). Darüber hinaus war er zwischen dem 21. September 1951 und dem 24. Juni 1953 auch Mitglied des Komitees zur Verbesserung der wissenschaftlichen Forschung (Comitato per l’incremento della ricerca scientifica). Im Kabinett Pella gehörte er neben Außenhandelsminister Costantino Bresciani Turroni zu den beiden Nicht-Parlamentariern in der Regierung und fungierte vom 17. August 1953 bis zum 17. Januar 1954 als Minister für Post und Telekommunikation (Ministro delle poste e delle telecomunicazioni).
Am 18. Mai 1955 übernahm Panetti von dem Statistiker und Wirtschaftswissenschaftler Pasquale Jannaccone noch einmal das Amt als Präsident der Accademia delle Scienze di Torino und hatte dieses bis zu seinem Tode am 26. März 1957 inne, woraufhin der Physiker Eligio Perucca seine Nachfolge antrat. Die Turiner Akademie der Wissenschaften vergibt regelmäßig einen nach ihm benannten internationalen Preis für angewandte Mechanik, in Anerkennung an Carlo Ferrari mittlerweile benannten Premio Panetti Ferrari, dessen Mittel aus einem öffentlichen Fonds stammen. Bisherige Preisträger waren unter anderem Nikolos Muschelischwili (1969), Grigori Isaakowitsch Barenblatt (1995), Daniel Drucker (1999), Keith Moffatt (2001), Jerald L. Ericksen (2003), Katepalli R. Sreenivasan (2006), James R. Rice (2008), Uriel Frisch (2010), Emmanuel Gdoutos (2012), Andrea Prosperetti (2014), Davide Bigoni (2016) und Alfredo Soldati (2018). Darüber hinaus ist das Istituto Tecnico Industriale Statale Modesto Panetti nach ihm benannt, ein technisch-technologisches Institut in der Stadt Bari. Nach seinem Tode wurde er auf dem Cimitero monumentale di Torino bestattet, dem Monumentalfriedhof von Turin.

## Veröffentlichung
- Prove dei metalli, 1907
- Scritti minori, Mitautoren Vittorio Cian, Silvio Pivano, Ferdinando Nero, Turin 1936